# Spider-Man (jeu vidéo, 2002)
Pour les articles homonymes, voir Spider-Man (homonymie).
Spider-Man est un jeu vidéo d'action-plates-formes développé par Treyarch et édité par Activision. Il est sorti sur GameCube, PlayStation 2, Xbox, Game Boy Advance ainsi que sur Windows, en 2002. Directement inspiré du film de Sam Raimi, il en reprend l’intrigue principale tout en y ajoutant des éléments et personnages issus des comics originaux.

## Scénario
Dans ses grandes lignes, l’histoire du jeu est plutôt semblable à celle du film. Toutefois, Spider-Man n’est pas tout de suite aux prises avec le Bouffon Vert. Dans les niveaux initiaux, le joueur est confronté au gang des Skulls, dont le leader a tué l’oncle de Parker. Ensuite, il affrontera le Shocker, le Vautour, le Scorpion et, enfin, le Bouffon Vert que l'on affronte deux fois dans le jeu. À noter qu'il affronte également Kraven le chasseur dans la version Xbox uniquement, l'affrontement a lieu entre les deux combats contre le Bouffon vert qui l'engage afin de le débarrasser de Spider-Man.

## Système de jeu

### Généralités
Spider-Man propose au joueur un mode aventure composé d’une vingtaine de niveaux mêlant filature, action, infiltration ou simple combat. Le scénario principal suit celui du long-métrage. Ainsi, on contrôle d’abord Peter Parker (avec sa tenue de catcheur bleue et rouge) avant de contrôler Spider-Man, et ce dès le quatrième niveau. Offrant une belle gamme de mouvements, le jeu recèle de surcroît nombre de « combos » qu’il est possible de déverrouiller au fil de la progression. Ces combos permettent l’acquisition de nouvelles compétences, lesquelles sont utiles pour venir plus facilement à bout des ennemis, notamment. Représentées par des araignées dorées, elles sont disséminées dans plusieurs niveaux, au même titre d’ailleurs que les araignées rouges et bleues, indispensables pour régénérer la vie et la réserve de toile du joueur.
S’il est possible de reproduire tous les mouvements de Spider-Man (sauts, balancement sur la toile etc.), il est revanche impossible de descendre dans les rues. En effet, là où l’action du film se situe dans la ville même, celle du jeu se situe généralement en intérieur. Et lors des phases en extérieur, on ne peut évoluer qu’à partir d’une certaine hauteur.
À la fin de chaque niveau (sauf le dernier), le joueur est évalué selon différents critères, les plus récurrents étant : « Temps » (rapidité du joueur à finir le niveau), « Parfait » (attribué uniquement si l’on n’a reçu aucun coup), « Combat » (nombre d’ennemis vaincus) et « Style combat » (variété des combos utilisées). Selon ses performances, le joueur reçoit un certain nombre de points qui lui permettront de débloquer des « secrets » : jeu annexe, cinématiques, personnages inédits.
Outre l’aventure principale, il est possible de s’essayer à plusieurs modes de jeu, comme les entraînements ou les combats. Par ailleurs, une galerie regroupant l’ensemble des cinématiques ainsi que le « story-board » du jeu est consultable.
Plusieurs costumes sont disponibles pour chaque difficultés du jeu (skin d'Alex Ross par exemple), d'autres sont déblocable en entrant des codes triches (Shocker, Capitain Stacey, etc), ainsi que celui du Bouffon vert après avoir terminé le jeu en Hero difficulty. Si les niveaux restent inchangés après avoir choisis le costume du Bouffon vert, la narration est cependant différente et suit Harry Osborn qui devient le Bouffon (costume du 1er film) après la mort de son père pour investiguer sur un complot secret impliquant Oscorp et va devoir combattre un autre Bouffon vert (imposteur) qui prétend avoir été engagé par Norman Osborn avant la mort de ce dernier.

### Personnages
| Liste des personnages |
| --- |
| - Peter Parker / Spider-Man - Norman Osborn / Le Bouffon vert (portant l'armure du film ou le costume du comics disponible en Easter egg) - Herman Schultz / Le Shocker (personnage jouable Easter egg) - Adrian Toomes / Le Vautour - MacDonald « Mac » Gargan / Le Scorpion - Serguei Kravinov / Kraven le chasseur (version Xbox uniquement) - Spike, le chef du gang des Skulls / Le Cambrioleur / l'assassin de Ben Parker (personnage jouable Easter egg) - Mary Jane « MJ » Watson (personnage jouable easter eggs) - Harry Osborn / Le nouveau Bouffon vert (personnage jouable Easter egg avec son propre arc narratif) - Jonathan Jonah Jameson, Jr. - Dr Mendel Stromm - Bone Saw McGraw - Vic, braqueur de banque, sbire du Shocker - Dr Artower (personnage jouable Easter egg) - Dr Rue - Benjamin « Ben » Parker / Oncle Ben - May Reilly Parker / Tante May - Spider-Man d'Alex Ross (personnage jouable Easter egg, il n'apparaît que là et n'est pas présent comme PNJ dans le reste du jeu) - George Stacy, capitaine de police NYPD (personnage jouable Easter egg, il n'apparaît que là et n'est pas présent comme PNJ dans le reste du jeu) - Testeur du prototype de l'exosquelette d'Oscorp devenue l'armure du Bouffon vert (personnage jouable Easter egg, il n'apparaît que là et pas présent comme PNJ dans le reste du jeu) |
| Ennemis |
| - Membres du Gang des Skulls (personnages jouables Easter egg) - Pisteurs prototypes d'Oscorp - Braqueurs de banque (personnages jouables Easter egg) - Araignées robots d'Oscorp - Chauves-souris rasoirs d'Oscorp - Gardes de sécurité d'Oscorp - Robots sentinelles d'Oscorp - Arme ultime d'Oscorp |
| Autres |
| - Public du combat de catch Spiderman vs Bone Saw McGraw - Arbitre du combat de catch Spiderman vs Bone Saw McGraw - Organisateur escroc du combat de catch Spiderman vs Bone Saw McGraw - Policiers - Policiers du SWAT - Dame au sac à main sur les toits - Gardes de sécurité de la banque à sauver (personnages jouables Easter egg) - Otages de la banque à sauver - Public du meeting d'Oscorp |

## Voix
- Tobey Maguire : Peter Parker / Spider-Man
- Willem Dafoe : Norman Osborn / le Bouffon vert
- Michael Beattie : Herman Schultz / le Shocker
- Dwight Schultz : Adrian Toomes / Le Vautour
- Michael McColl : MacDonald « Mac » Gargan / Le Scorpion
- Gary Anthony Sturgis : Serguei Kravinov / Kraven le chasseur
- Catherine O’Connor : Mary Jane « MJ » Watson
- Josh Keaton : Harry Osborn / le nouveau Bouffon vert
- Bruce Campbell : le narrateur

## Réception
Globalement, le jeu a été un succès. Bien accueilli par la presse, il l’a aussi été par les joueurs puisque, en février 2003, il est apparu en version Platinum , ce qui signifie qu’il a été vendu à plus d’un million d’exemplaires. Jeuxvideo.com lui attribue la note de 16/20  (17 pour la version PC), et Gamekult, 7/10 . Les testeurs ont surtout loué la qualité graphique du jeu, et le soin apporté au gameplay. Le niveau de difficulté, jugé trop élevé, est en revanche pointé du doigt.